# Rebecca West
Cecily Isabel Fairfield (Londres, 21 de desembre de 1892 - ibídem, 15 de març de 1983), més coneguda per Rebecca West., va ser una escriptora, periodista, crítica literària i feminista britànica.
Rebecca West era el nom de la heroïna rebel de l'obra de Henrik Ibsen Rosmersholm i fou el pseudònim amb el qual es va donar a conèixer i sota el qual va escriure la seva extensa obra.

## Biografia
Filla d'Isabella Campbell Mackenzie (escocesa), pianista, i Charles Fairfield (irlandès), periodista i faldiller, que va abandonar la seva família l'any 1901 per muntar una fàbrica de productes farmacèutics a Sierra Leone i que, sol i arruïnat, va morir a Liverpool l'any 1906.
La seva família —era la menor de tres germanes— es va traslladar a Edimburg, on Cecily va començar els seus estudis, però els va haver d'abandonar l'any 1907, en emmalaltir de tuberculosi. A partir de llavors gran part de la seva formació va ser autodidacta.
El setembre del 1912, Rebecca West va iniciar una íntima amistat amb l'escriptor H. G. Wells (paradoxalment, arran d'una crítica corrosiva escrita contra ell); tots dos escriptors es van fer amants a la fi de 1913. D'aquesta relació va néixer Anthony West, el 4 d'agost de 1914. Encara que el seu romanç només va durar deu anys, la seva amistat va durar fins a la mort de Wells, l'any 1946. El 1930, amb 37 anys, Rebecca West es va casar amb el banquer Henry Maxwell Andrews, amb el qual va romandre fins a la seva mort l'any 1968, any en què ella va tornar a Europa, instal·lant-se a Londres.
Delicada de salut des de 1970, va morir amb noranta anys després d'una llarga malaltia, el 15 de març de 1983.

## Obra

### Ficció
- Indissoluble Matrimony (1914), una història curta polèmica que fou primer publicada dins Blast No. 1. Editat per Yolanda Morató per la casa editorial espanyola Zut, sigui també publicat en l'edició espanyola de Blast No. 1 (Madrid: Fundació de Juan March 2010). Novel·la on aproxima la implicació del feminisme i les dones a polítiques a la pre-Gran Bretanya de guerra.
- The Return of the Soldier (1918), la primera novel·la escrita per una dona sobre la Primera Guerra Mundial, sobre un soldat amnèsic que retorna de la guerra amb esperances de reunir-se amb el seu primer amor, una dona de classe treballadora, en comptes de continuar vivint amb la seva muller, de classe alta. Traduïda al català per Francesc Parcerisas com a El retorn del soldat (Viena edicions, 2012).
- The Judge (1922), una novel·la apassionant que combina els temes èdics freudians amb el sufragisme i la presa de consciència existèncial de l'absurd còsmic.
- Harriet Hume (1929), una història modernista sobre un prodigi del piano i el seu amant obsessiu, un polític corrupte.
- The Harsh Voice: Four Short Novels (1935), conté la història curta "The Salt of the Earth," protagonitzada per Alice Pemberton, l'altruisme obsessiu que es torna tan sufocant que el seu marit trama el seu assassinat. Aquesta va ser adaptada per "The Alfred Hitchcock Hour" com "The Paragon" protagonitzada per Joan Fontaine (temporada 2, episodi 20) el 1963.[4] Una història addicional de la col·lecció, "No hi ha conversa", és la història d'un romanç que van ser forçat per ambdues parts, un francès i una dona toscana nord-americana. Aquesta història va ser adaptada per a un drama de ràdio d'una hora l'any 1950 a la NBC University Theater i va presentar un comentari sobre la història de West i les seves habilitats d'escriptura per part de Katherine Anne Porter.
- The Thinking Reed (1936), una novel·la sobre la influència corruptora de la riquesa fins i tot en persones originàriament decents. Potser una auto-crítica disfressada del seu estil de vida elegant.
- The Fountain Overflows (1956), una novel·la semi-autobiogràfica que teixeix un fascinant tapís cultural, històric i psicològic de la primera dècada del segle xx, reflectit a través del prisma de la talentosa i excèntrica família Aubrey. Traduïda al català per Mar Vidal amb el títol La família Aubrey (Univers, 2020).
- This Real Night (1984), seqüela de The Fountain Overflows publicada de forma pòstuma. Traduïda al català per Mar Vidal amb el títol El cor de la nit (Univers, 2020).
- Cousin Rosamund (1985), lliurament final i inacabat de la "Trilogia d'Aubrey" publicat pòstumament.[5] Traduïda al català per Mar Vidal com a La cosina Rosamund (Univers, 2021)
- The Birds Fall Down (1966), thriller d'espionatge basat en els fets del històric doble agent Yevno Azef.[6]
- Sunflower (1986), publicat pòstumament, sobre una tensa relació d'amor entre una actriu i un polític, que recorda la relació de West amb H. G. Wells.
- The Sentinel (2002), editat per Kathryn Laing i publicada pòstumament, una novel·la inacabada sobre la lluita sufragista a Gran Bretanya, incloent escenes escabroses de presó femenina i alimentació forçosa.

### No ficció
- Henry James (1916)
- The Strange Necessity: Essays and Reviews (1928), una barreja de la crítica literària modernista i la ciència cognitiva, incloent un llarg assaig explicant per què a West no li agradava l'Ulisses de James Joyce, tot i que ho va considerar un llibre important.
- Ending in Earnest: A Literary Log (1931)
- Arnold Bennett Himself, John Day Company (1932)
- St. Augustine (1933), primera psico-biografia del pare de l'Església cristiana
- The Modern Rake's Progress (coautor amb el dibuixant David Low) (1934)
- Black Lamb and Grey Falcon (1941), un clàssic de 1.181 pàgines de la literatura de viatges, que dona compte de la història i l'etnografia balcànica i del significat del nazisme, estructurat al voltant del seu viatge a Iugoslàvia l'any 1937.
- The Meaning of Treason (1949)
- The New Meaning of Treason (1964)
- A Train of Powder (1955)
- The Court and the Castle: some treatments of a recurring theme (1958), excel·lents interpretacions revisionistes dels clàssics literaris, incloses les històries de Hamlet i Kafka.
- 1900 (1982), la història cultural i la fascinant descripció d'aquest any.
- The Young Rebecca (1982), periodisme primerenc i radical de West per "The Freewoman" i "Clarion", editat per Jane Marcus
- Family Memories: An Autobiographical Journey (1987), Les manifestacions autobiogràfiques de West que van romandre inèdites durant la seva vida, reunides i editades per Faith Evans
- The Selected Letters of Rebecca West (2000), editat per Bonnie Kime Scott
- Survivors in Mexico[7] (2003), treball pòstum sobre els dos viatges a Occident a Mèxic el 1966 i el 1969, editat per Bernard Schweizer
- Woman as Artist and Thinker (2005), repeteix alguns dels millors assaigs de West, juntament amb la seva història "Parthenope"
- The Essential Rebecca West: Uncollected Prose (2010)[8]

### Crítica i biografia
- Wolfe, Peter. Rebecca West: artist and thinker.  Southern Illinois University Press, 1 novembre 1971. ISBN 978-0-8093-0483-7.
- Deakin, Motley F. Rebecca West.  Twayne, 1980. ISBN 978-0-8057-6788-9.
- Orel, Harold. The literary achievement of Rebecca West.  Macmillan, 1986. ISBN 978-0-333-23672-7.
- Glendinning, Victoria. Rebecca West: A Life.  Knopf, 1987. ISBN 0394539354.
- Rollyson, Carl E. Rebecca West: a life.  Scribner, 1996. ISBN 0684194309.
- Rollyson, Carl. The Literary Legacy of Rebecca West.  iUniverse, març 2007. ISBN 978-0-595-43804-4.
- Norton, Ann V. Paradoxical Feminism: The Novels of Rebecca West.  International Scholars Publications, 2000. ISBN 978-1-57309-392-7.
- Schweizer, Bernard. Rebecca West: heroism, rebellion, and the female epic.  Greenwood, 2002. ISBN 978-0-313-32360-7.
- Rollyson, Carl. Rebecca West and the God That Failed: Essays.  iUniverse, 2005. ISBN 978-0-595-36227-1.
- Rebecca West Today: Contemporary Critical Approaches.  University of Delaware Press, 2006. ISBN 978-0-87413-950-1.